# Bergbaulehrpfad
Ein Bergbaulehrpfad (gelegentlich auch Bergbauwanderweg) ist ein Lehrpfad, der sich in der Regel mit der Bergbaugeschichte eines Reviers, einer Region oder eines Bergwerkes befasst. Bergbaulehrpfade gibt es in vielen ehemaligen Bergbauregionen Deutschlands.
Bergbaulehrpfade werden meist von örtlichen Bergbautraditionsvereinen in Zusammenarbeit mit den jeweiligen Gemeinden aufgebaut und dann durch die Vereine betreut.

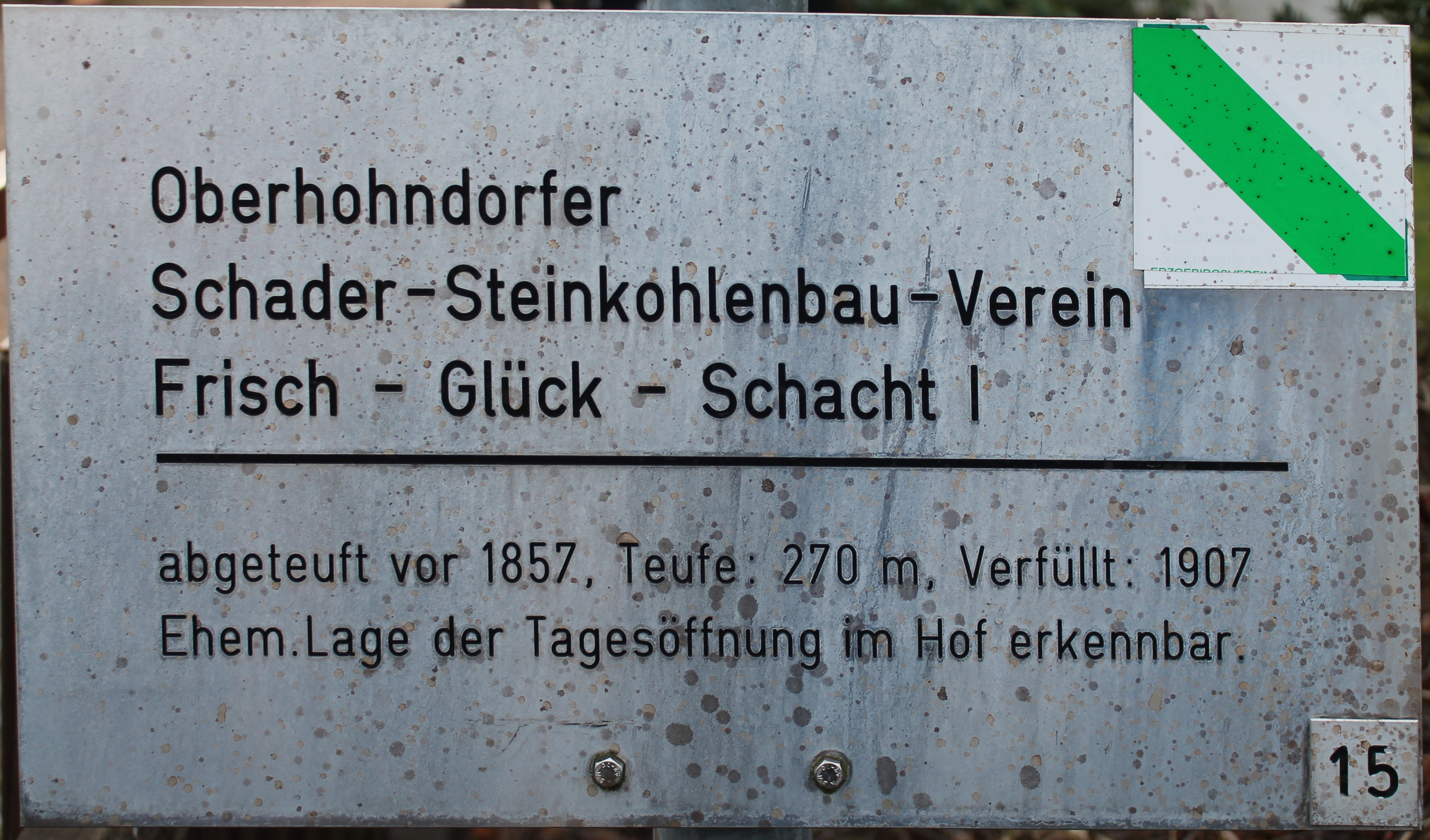
Station 15 des Bergbaulehrpfades Schedewitz-Oberhohndorf des Steinkohlenbergbauvereins Zwickau e. V.: Frisch-Glück-Schacht I des Oberhohndorfer Schader-Steinkohlenbauvereins. Hinweistafel. Oberhohndorf, Zwickau, Sachsen, Deutschland.

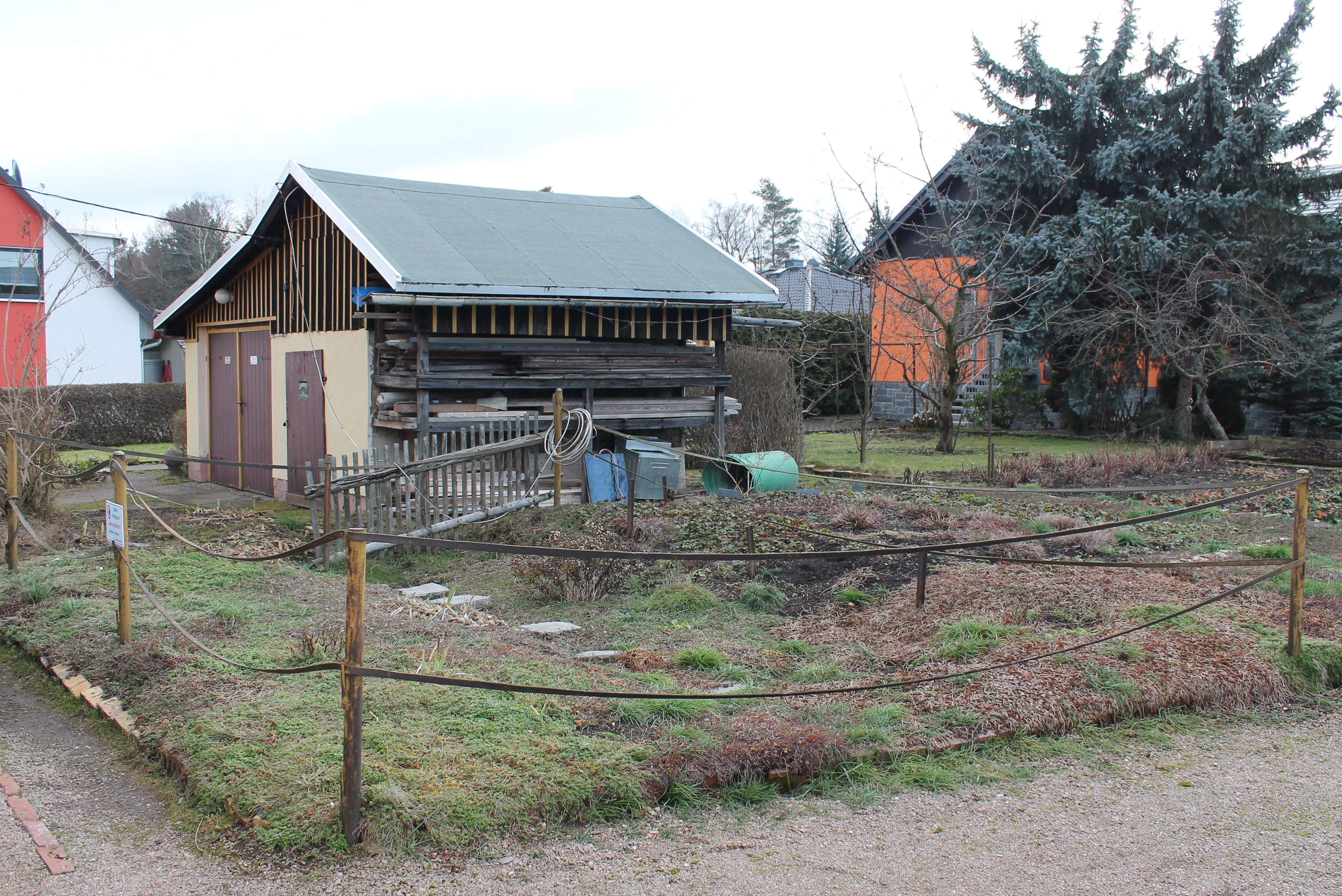
Schachtbinge des Frischglückschachtes

Zumeist bestehen sie aus verschiedenen Stationen, die durch Schautafeln erläutert werden und Sachzeugen des vergangenen Bergbaus betreffen. Dies können noch vorhandene Gebäude, Halden, Bahndämme und ähnliches sein.
Häufig werden die Sachzeugen und Schautafeln Gegenstand von Vandalismus.